# Radvanov (zámek)
Zámek Radvanov je barokní zámek, který stojí na severozápadním okraji Radvanova, části města Mladá Vožice v okrese Tábor. V zámku je dnes umístěn penzion. Od šedesátých let do konce 20. století byl v zámku Charitní dům pro řeholnice Kongregace sester premonstrátek, v němž byli internováni významní duchovní, například arcibiskup Josef Beran. K areálu zámku patří anglický park a hospodářský dům.

## Historie
Zámek vznikl na místě staršího dvora počátkem 18. století za Josefa Jiřího Jeníka z Bratřic, jehož otec Bedřich Vavřinec původní dvůr koupil v roce 1698 od Jiřího Lhotského ze Smyslova. Zámek byl vystavěn v pozdně barokním slohu.
V roce 1756 se v zámku narodil Jan Jeník z Bratřic. Sňatkem s Janovou sestrou získal zámek hrabě František Josef Vratislav z Mitrovic, po jehož smrti v roce 1797 zámek v dražbě koupili Trautmannsdorfové. Od roku 1804 stavbu vlastnili měšťanští majitelé, za posledního z nich, Otakara Túmy, v letech 1916-1919 byl zámek architektem Matějem Blechou modernizován a přestavěn do současné podoby.
Naproti zámku vznikl mezi lety 1830–1880 hospodářský dvůr. V roce 1935 dal tehdejší majitel Radovan Horák na průčelí zámku zasadit pamětní desku Jana Jeníka z Bratřic. Po roce 1945 byl zámek ve správě Fondu národní obnovy, který zámek v r. 1963 předal České katolické charitě.
Na sklonku roku 1963 se do zámku v Radvanově přestěhoval z Tábora Charitní dům pro řeholnice Kongregace sester premonstrátek. Spolu s nimi se sem přesunuli i dříve věznění biskupové Štěpán Trochta, Stanislav Zela a opat Augustin Machalka. V jejich případě se nejednalo o striktní držení v naprosté izolaci, jakkoli vysocí duchovní byli přirozeně i zde hlídáni Státní bezpečností. Mohli však již přijímat návštěvy, pohybovat se po obci a s povolením i vycestovat. Dne 2. května 1964 sem byl převezen arcibiskup Josef Beran, který se zde dozvěděl o svém jmenování kardinálem (po této události byly návštěvy účelově zakázány) a 19. února 1965 odsud odcestoval přes Prahu do Říma.
V roce 1989 žilo v Charitním domově pro řeholnice v Radvanově čtyřicet sester premonstrátek a pracovalo zde jedenáct zaměstnanců. Charitní dům v Radvanově existoval až do června roku 2000, kdy byl přestěhován na Svatý Kopeček u Olomouce.

## Stavební podoba
Zámek je pozdně barokní jednopatrová budova, umístěná v anglickém parku. Je situována na návrší nad příjezdovou komunikací, terén vyrovnává opěrná zeď se schodištěm.
Zahradní průčelí je desetiosé se středním tříosým rizalitem a nárožním arkýřem, na opačné straně pak stavbu uzavírá zámecká kaple se střešní věží. Před rizalitem s modernistickým štítem je půlkruhový balkon na sloupech s kovovým zábradlím. Střecha je valbová, interiéry plochostropé, v centrální části stavby je halové schodiště. Na jihovýchodní straně k zámku přiléhá skleník. Přes silnici proti zámku stojí hospodářský dvůr s budovami kočárovny, stájí, lihovaru a špýcharu.